# Valle Nevado
Valle Nevado es un centro de esquí ubicado en Farellones a 64 kilómetros al oriente de Santiago, la capital de Chile.
Es uno de los centros de esquí más recientes en Chile. Fue creado en 1989 por empresarios franceses, siguiendo los patrones de los resorts invernales de los Alpes, en las faldas del Cerro El Plomo, en la cordillera andina cercana a Santiago.
Este centro de esquí cuenta con una de las mayores áreas esquiables de América del Sur y es considerado uno de los más modernos del continente. En los últimos años, se han ampliado las pistas y se han creado un snow park y un halfpipe para la práctica de esquí acrobático, esquí de estilo libre, salto en esquí y snowboarding. Desde el año 2003, Valle Nevado es sede de unas de las fechas de la Copa Mundial de snowboard. También se puede practicar heliesquí.

## Descripción
La temporada tradicionalmente comienza en junio y termina en octubre. La estación de esquí dispone de 34 pistas señalizadas, 4 para principiantes, 11 para intermedios, 14 para niveles avanzados y 5 para expertos. El acceso a las pistas se realiza a través de 16 andariveles instalados en la montaña. También hay un parque de nieve para practicar maniobras más radicales.

## Servicios
Valle Nevado cuenta con escuela de esquí y snowboard, servicio de alquiler de equipos, centro médico, mini-mercado y varias tiendas. También hay una gran variedad de restaurantes y hoteles cerca de pistas.

## Clima
Debido a su elevación, Valle Nevado tiene un clima continental subalpino (Dsc según la clasificación climática de Köppen), con características mediterráneas (veranos secos) y una precipitación media anual de 488 mm. Los veranos son templados y secos, mientras que los inviernos son fríos y nevados.
| Parámetros climáticos promedio de Valle Nevado, Chile (2,871 m (3 yd)) | Parámetros climáticos promedio de Valle Nevado, Chile (2,871 m (3 yd)) | Parámetros climáticos promedio de Valle Nevado, Chile (2,871 m (3 yd)) | Parámetros climáticos promedio de Valle Nevado, Chile (2,871 m (3 yd)) | Parámetros climáticos promedio de Valle Nevado, Chile (2,871 m (3 yd)) | Parámetros climáticos promedio de Valle Nevado, Chile (2,871 m (3 yd)) | Parámetros climáticos promedio de Valle Nevado, Chile (2,871 m (3 yd)) | Parámetros climáticos promedio de Valle Nevado, Chile (2,871 m (3 yd)) | Parámetros climáticos promedio de Valle Nevado, Chile (2,871 m (3 yd)) | Parámetros climáticos promedio de Valle Nevado, Chile (2,871 m (3 yd)) | Parámetros climáticos promedio de Valle Nevado, Chile (2,871 m (3 yd)) | Parámetros climáticos promedio de Valle Nevado, Chile (2,871 m (3 yd)) | Parámetros climáticos promedio de Valle Nevado, Chile (2,871 m (3 yd)) | Parámetros climáticos promedio de Valle Nevado, Chile (2,871 m (3 yd)) |
| Mes                                                                    | Ene.                                                                   | Feb.                                                                   | Mar.                                                                   | Abr.                                                                   | May.                                                                   | Jun.                                                                   | Jul.                                                                   | Ago.                                                                   | Sep.                                                                   | Oct.                                                                   | Nov.                                                                   | Dic.                                                                   | Anual                                                                  |
| ---------------------------------------------------------------------- | ---------------------------------------------------------------------- | ---------------------------------------------------------------------- | ---------------------------------------------------------------------- | ---------------------------------------------------------------------- | ---------------------------------------------------------------------- | ---------------------------------------------------------------------- | ---------------------------------------------------------------------- | ---------------------------------------------------------------------- | ---------------------------------------------------------------------- | ---------------------------------------------------------------------- | ---------------------------------------------------------------------- | ---------------------------------------------------------------------- | ---------------------------------------------------------------------- |
| Temp. máx. media (°C)                                                  | 15.5                                                                   | 15.5                                                                   | 14.2                                                                   | 10.1                                                                   | 3.9                                                                    | -0.4                                                                   | -1.4                                                                   | 0                                                                      | 2.1                                                                    | 4.9                                                                    | 8                                                                      | 12.3                                                                   | 7.1                                                                    |
| Temp. media (°C)                                                       | 11.3                                                                   | 11.3                                                                   | 9.7                                                                    | 5.5                                                                    | -0.2                                                                   | -3.4                                                                   | -4.1                                                                   | -3                                                                     | -1.8                                                                   | 0.8                                                                    | 3.9                                                                    | 8                                                                      | 3.2                                                                    |
| Temp. mín. media (°C)                                                  | 7                                                                      | 7.3                                                                    | 5.7                                                                    | 1.4                                                                    | -3.9                                                                   | -6.6                                                                   | -7.1                                                                   | -6.1                                                                   | -5.5                                                                   | -3.5                                                                   | -0.9                                                                   | 3.2                                                                    | -0.8                                                                   |
| Precipitación total (mm)                                               | 5                                                                      | 9                                                                      | 8                                                                      | 21                                                                     | 92                                                                     | 113                                                                    | 78                                                                     | 79                                                                     | 30                                                                     | 32                                                                     | 17                                                                     | 4                                                                      | 488                                                                    |
| Fuente: Climate-Data.org                                               |                                                                        |                                                                        |                                                                        |                                                                        |                                                                        |                                                                        |                                                                        |                                                                        |                                                                        |                                                                        |                                                                        |                                                                        |                                                                        |